# 冯贵人 (明熹宗)
冯贵人（?—?），明朝皇帝后宫，明熹宗的贵人。

## 生平
冯贵人对宦官魏忠贤擅权十分厌恶，曾劝明熹宗取消内操。太监在宫中授甲操练，被称为内操。魏忠贤大怒，矫旨说冯贵人诽谤朝廷，将冯贵人赐死。

## 相关资料
1. ↑  《胜朝彤史拾遗记 卷六》：冯贵人，恶忠贤擅，尝劝上罢内操。忠贤怒，矫旨谓贵人诽谤，赐死。胡贵人，甫为上所幸，以非忠贤党，恐见宠，乘上出郊日掩杀之。而报以贵人暴卒，上不问。